# کارین گوتکه
کارین گوتکه (آلمانی: Karin Guthke؛ زادهٔ ۲۳ نوامبر ۱۹۵۶) شیرجه‌رو اهل آلمان شرقی بود.
وی در مسابقات کشوری و بین‌المللی در مجموع برندهٔ ۱ مدال برنز شده‌است.